# Rough Boy
«Rough Boy» (с англ. — «Крутой парень») — двадцать третий сингл американской блюз-рок-группы ZZ Top, четвёртый сингл альбома Afterburner, добрался до 5-го места в Top Rock Tracks. Входит в десятку ключевых для группы песен по мнению коллектива обозревателей журнала Rolling Stone.

## О песне
Сингл записывался в 1985 году в ходе работы над альбомом Afterburner. По словам Билли Гиббонса, группа сочинила песню «в холодный зимний день в дебрях западного Техаса». На этом альбоме группа достигла апогея в своём приближении к поп-року: обильное использование синтезаторов, «пластиковый» звук драм-машины, танцевальные мелодии. Медленная баллада Rough Boy выдержана в том же духе: «шаблон песни для вечера встречи выпускников», «очень далёкий от медленного блюза». При этом обозреватели отмечают гитарные соло в исполнении Гиббонса как отличную работу гитариста в привычном блюзовом стиле (полностью импровизированное гитаристом при записи):

Хоть Rough Boy сама по себе всё те же драм-машины и синтезаторы 1980-х, Билли Гиббонс выдаёт одно из своих фирменных, полных души соло, которое спасает песню от судьбы ещё одного безликого куска глянцевой продукции MTV-эры. Помимо того оно длинное — основное соло звучит и звучит, как бы вознаграждая слушателя «Да, мы знаем что всё это лишённое жизни электронное дерьмо. Это компенсация за то, что мы зашли так далеко». 
Оригинальный текст (англ.)While “Rough Boy” itself is all ’80s drum machines and synths, Billy Gibbons lays down one of his trademark soulful solos that saves the song from being just another faceless piece of glossy MTV-era production. On top of this, it’s long — the main solo just keeps going and going, like a reward for the listener: “yeah, we know there’s all this lifeless electronic crap. Here’s the payoff for making it this far.
— 
Другой обозреватель, отдавая дань тому, что в середине 1980-х засилье синтезаторов наступило не только в блюз-роке, но и в хеви-метал, отмечает не только гитару Гиббонса, но и вокал.

Rough Boy c её сгенерированной на Korg пульсацией и одобренным NASA облаком призрачных клавишных могла быть сыграна кем угодно за спиной фронтмена Билли Гиббонса. Старые добрые голос и гитара Билли лишь единственные настоящие знаки ZZ Top в песне. Но всё что угодно от ZZ Top - это хороший ZZ Top, даже и с чуждой электроникой. Вокал Гиббонса затихающий и уязвимый, почти сонный, сопровождаемый случайной гармонией в духе Джими Джемисона, чья группа, Survivor собаку съела на сочетании гитары и клавишных. 
Оригинальный текст (англ.)Rough Boy.” With its Korg-generated pulse and NASA-approved cloud of spooky keys, virtually anybody could have been playing behind frontman Billy Gibbons; indeed, ol’ Billy’s voice and guitar are the only real Top totems in the song. But any Top is good Top, even with the alien electronics. Gibbons’ vocal is all hushed and vulnerable, almost sleepy, accompanied on occasional harmony by Jimi Jamison, whose band, Survivor, had the keyboard-and-guitar thing down pat.
— 
Этот же обозреватель отозвался о гитарном соло как: «Два гитарных соло Гиббонса в песне ведут войну с остальными инструментами…Учёные однажды будут изучать эти соло, пытаясь обнаружить какие-то организмы внутри них, которые дают жизненную энергию песне, возвращая её к жизни, как два дефибриллятора, приложенные к грудной клетке»
Роберт Кристгау отозвался о песне как «попытка войти в топ-пять баллад на тему „возьми меня или уходи от меня“». В песне речь идёт от имени молодого человека, который просит девушку дать ему возможность доказать какой он крутой. Билли Гиббонс говорил, что им хотелось записать балладу, но красивый роскошный звук мог оттолкнуть фанатов. «В такой красивой песне должен быть грубый парень. Он там есть».
На песню был снят видеоклип. Джефф Бек исполнял эту песню вместе с ZZ Top в 2009 год на праздновании, посвященном 25-летию Зала Славы рок-н-ролла, и на вопрос, что ему нравится в песне, сказал: «Я тогда переживал очень грустный период в моей жизни и это не было тем, что я ожидал от ZZ Top. В песне такая прекрасная мелодия и волшебные слова. А соло перескакивает в другую тональность. Кроме того, сюрреалистический ряд, что представлен в видео: межгалактическая автомойка, автомобиль, улетающий в космос. Я думал, это почти сюрреализм. Я люблю эту песню».

## Сторона B
На стороне B 7"-сингла находилась песня Delirious, а в промо-варианте песня Rough Boy в полном (альбомном) формате; на 12" релизе вместе с песней Delirious была песня Legs в метал-миксе.

## Чарты
| Чарт (1985)                    | Позиция |
| ------------------------------ | ------- |
| US Billboard Hot 100           | 22      |
| US Billboard Album Rock Tracks | 5       |
| Dutch Singles Chart            | 81      |
| French Singles Chart           | 22      |
| Polish Singles Chart           | 12      |
| Swiss Singles Chart            | 38      |
| UK Singles Chart               | 23      |

## Участники записи
- Билли Гиббонс — вокал, гитара
- Дасти Хилл — бас-гитара, клавишные, бэк-вокал
- Фрэнк Бирд — ударные

Технический состав
- Билл Хэм — продюсер